# Ian Madigan
Pour les articles homonymes, voir Madigan.

a Compétitions nationales et continentales officielles uniquement.

b Matchs officiels uniquement.
Dernière mise à jour le 6 novembre 2024.
Ian Madigan, né le 21 mars 1989 à Dublin (Irlande), est un joueur international irlandais de rugby à XV jouant au poste de demi d'ouverture.
Il commence sa carrière avec le Leinster en 2009 et il rejoint l'Union Bordeaux Bègles en 2016 puis Bristol en 2017. Il évolue depuis 2020 à l'Ulster. Il est international en équipe d'Irlande depuis 2013.

## Biographie
Ian Madigan évolue en amateur avec l'équipe des Blackrock College RFC, et il joue son premier match avec les professionnels du Leinster en 2009.
Ian Madigan fait ses débuts en équipe nationale en mars 2013 contre la France à l'occasion du Tournoi des six nations. En juin 2014, il marque son premier essai avec l'Irlande contre l'Argentine.
En 2016, il quitte le Leinster pour rejoindre l'Union Bordeaux Bègles mais éprouve quelques difficultés à s'intégrer au sein du club aquitain. En 2017, il est alors libéré de sa dernière année de contrat et s'engage avec Bristol pour les trois saisons suivantes. Dès sa première saison en Angleterre, il s'impose dans sa nouvelle équipe et termine meilleur réalisateur du Championnat d'Angleterre de 2e division avec 232 points inscrits, jouant alors un rôle important dans le titre de champion permettant la remontée de son club en première division.
En mai 2017, il est sélectionné dans le groupe des Barbarians par Vern Cotter pour affronter l'Angleterre, le 28 mai à Twickenham puis l'Ulster à Belfast le 1er juin. Titulaire lors du premier match, il marque deux transformations à la 44e et 77e minutes mais les Baa-Baas Britanniques s'inclinent finalement 28 à 14 face aux Anglais. De nouveau titulaire en Irlande, il marque encore deux transformations et les Baa-Baas parviennent à s'imposer 43 à 28.
Après trois ans passés à Bristol, il fait son retour en Irlande pour la saison 2020-2021 et rejoint l'Ulster avec qui il signe un contrat d'un an. Au cours de cette saison, il prolonge son contrat de deux ans avec la province nord-irlandaise. Durant ces années avec l'Ulster, il est la plupart du temps le remplaçant de Billy Burns.
Au mois de septembre 2023, Ian Madigan met un terme à sa carrière de joueur.

## Statistiques en équipe nationale
Au 27 juin 2016, Ian Madigan compte 30 sélections dont six en tant que titulaire, depuis sa première sélection le 9 mars 2013 à Lansdowne Road face à la France.  Il inscrit 121 points, deux essais, 19 pénalités, 27 transformations.
Il participe à quatre éditions du Tournoi des Six Nations, en 2013, en 2014, 2015 et 2016. Il dispute douze rencontres et inscrit seize points, un essai, une pénalité et quatre transformations.
Il participe à une édition de la Coupe du monde, en 2015 où il joue quatre rencontres, face au Canada, la Roumanie, l'Italie, la France et l'Argentine.

## Palmarès

### En province et club
- Leinster
  - Vainqueur de la Coupe d'Europe en 2012
  - Vainqueur du Challenge européen en 2013
  - Vainqueur du Pro12 en 2013 et 2014
- Bristol Bears
  - Vainqueur du Championnat d'Angleterre de 2e division en 2018

### En sélection nationale
- Irlande
  - Vainqueur du Tournoi des Six Nations en 2014 et 2015

### Distinctions personnelles
- Meilleur réalisateur de la Coupe d'Europe en 2015 (113 points)
- Meilleur réalisateur du Championnat d'Angleterre de 2e division en 2018 (232 points)